# San Marco Argentano
San Marco Argentano er en by i Calabrien, Italien med 6.923 (2023) indbyggere.